# Чешча вас
Чешча вас (словен. Češča vas) је насељено место у општини Ново Место, регија Југоисточна Словенија, Словенија.

## Историја
До територијалне реорганизације у Словенији била је у саставу старе општине Ново Место.

## Становништво
У попису становништва из 2011. године, Чешча вас је имала 128 становника.
| Број становника према пописима | Број становника према пописима | Број становника према пописима |
| ------------------------------ | ------------------------------ | ------------------------------ |
| 1991                           | 2002                           | 2011                           |
| 153                            | 136                            | 128                            |

Напомена: Године 2007. умањено за део насеља који је припојен насељу Ново Место. Године 2010. години извршена је мала размена територија између насеља Долење Камење, Пречна, Севно, Чешча вас и Чрмошњице при Стопичах.